# Hugh Robert Charles Lane
Hugh Robert Charles Lane, britanski general, * 1885, † 1953.